# 文头岭窑址
文头岭窑址，位于中国广东省佛山市南海区和顺镇，为一处唐代至宋代年间的古遗址。1994年7月5日，列入南海市文物保护单位；2006年，列入佛山市文物保护单位。